# Nado sincronizado no Campeonato Mundial de Esportes Aquáticos de 2017
Os eventos do nado sincronizado no Campeonato Mundial de Esportes Aquáticos de 2017 ocorreram entre 14 de julho e 22 de julho de 2017 em Budapeste na Hungria.

## Eventos
Nove provas foram disputadas.
Horário local (UTC+3).
| Data                | Hora  | Evento                                     |
| ------------------- | ----- | ------------------------------------------ |
| 14 de julho de 2017 | 11:00 | Rotina técnica solo (eliminatórias)        |
| 14 de julho de 2017 | 16:00 | Rotina técnica duetos (eliminatórias)      |
| 15 July 2017        | 11:00 | Rotina técnica solo (final)                |
| 15 July 2017        | 19:00 | Rotina técnica dueto misto (eliminatórias) |
| 16 July 2017        | 11:00 | Rotina técnica duetos (final)              |
| 16 July 2017        | 19:00 | Rotina técnica duetos (eliminatórias)      |
| 17 July 2017        | 11:00 | Rotina técnica dueto misto (final)         |
| 17 July 2017        | 19:00 | Rotina livre solo (eliminatórias)          |
| 18 July 2017        | 11:00 | Rotina técnica por equipes (final)         |
| 18 July 2017        | 19:00 | Rotina livre duetos (eliminatórias)        |
| 19 de julho de 2017 | 11:00 | Rotina livre solo (final)                  |
| 19 de julho de 2017 | 19:00 | Rotina livre por equipes (eliminatórias)   |
| 20 July 2017        | 11:00 | Rotina livre duetos (final)                |
| 20 July 2017        | 19:00 | Rotina livre combinação (eliminatórias)    |
| 21 de julho de 2017 | 11:00 | Rotina técnica por equipes (final)         |
| 21 de julho de 2017 | 09:00 | Rotina livre duetos (eliminatórias)        |
| 22 de julho de 2017 | 11:00 | Rotina livre por equipes (final)           |
| 22 de julho de 2017 | 19:00 | Rotina livre combinação (final)            |

## Medalhistas
Feminino
| Evento                         | Ouro | Ouro    | Prata | Prata   | Bronze | Bronze  |
| Solo Técnica detalhes          | RUS Svetlana Romashina | 95.2036 | ESP Ona Carbonell | 93.6534 | UKR Anna Voloshyna | 91.9992 |
| Solo Livre detalhes            | RUS Svetlana Romashina | 96.1333 | ESP Ona Carbonell | 95.0333 | UKR Anna Voloshyna | 93.3000 |
| Dueto Técnico detalhes         | RUS Alexandra Patskevich Svetlana Romashina                                                                                                | 95.0515 | CHN Jiang Tingting Jiang Wenwen | 94.0775 | UKR Anna Voloshyna Yelyzaveta Yakhno | 92.6482 |
| Dueto Livre detalhes           | RUS Alexandra Patskevich Svetlana Romashina                                                                                                | 97.0000 | CHN Jiang Tingting Jiang Wenwen | 95.3000 | UKR Anna Voloshyna Yelyzaveta Yakhno | 93.2667 |
| Equipe Técnica detalhes        | RUS Anastasia Bayandina Daria Bayandina Vlada Chigireva Maryna Goliadkina Veronika Kalinina Polina Komar Maria Shurochkina Darina Valitova | 96.0109 | CHN Feng Yu Guo Li Huang Xuechen Li Xiaolu Liang Xinping Wang Liuyi Tang Mengni Xiao Yanning Wang Qianyi                                                                                | 96.1333 | JPN Aika Hakoyama Aiko Hayashi Yukiko Inui Kei Marumo Risako Mitsui Kanami Nakamaki Mai Nakamura Kano Omata Asuka Tasaki Kurumi Yoshida   | 93.9000 |
| Equipe Livre detalhes          | RUS Svetlana Kolesnichenko | 96.1333 | ESP Ona Carbonell | 95.0333 | UKR Anna Voloshyna | 93.3000 |
| Combinação de Rotinas detalhes | CHN Chang Hao Feng Yu Guo Li Liang Xinping Tang Mengni Wang Liuyi Wang Qianyi Xiao Yanning Yin Chengxin Yu Lele                            | 96.1000 | UKR Maryna Aleksiiva Vladyslava Aleksiiva Valeriia Aprielieva Oleksandra Kashuba Yana Nariezhna Anastasiya Savchuk Alina Shynkarenko Kseniya Sydorenko Anna Voloshyna Yelyzaveta Yakhno | 94.0000 | JPN [[[Sakiko Akutsu]] Juka Fukumura Yukiko Inui Minami Kono Kei Marumo Kanami Nakamaki Mai Nakamura Kano Omata Yuriko Osawa Asuka Tasaki | 93.2000 |

Misto (Masculino e Feminino)
| Evento                 | Ouro                                    | Ouro    | Prata                                     | Prata   | Bronze                        | Bronze  |
| Dueto Técnico detalhes | RUS Mikhaela Kalancha Aleksandr Maltsev | 92.6000 | ITA Mariangela Perrupato Giorgio Minisini | 91.1000 | USA Kanako Spendlove Bill May | 88.7667 |
| Dueto Livre detalhes   | ITA Manila Flamini Giorgio Minisini     | 90.2979 | RUS Mikhaela Kalancha Aleksandr Maltsev   | 90.2639 | USA Kanako Spendlove Bill May | 87.6682 |

## Quadro de medalhas
| Ordem | País           | Medalha de ouro | Medalha de prata | Medalha de bronze | Total |
| ----- | -------------- | --------------- | ---------------- | ----------------- | ----- |
| 1     | Rússia         | 7               | 1                | 0                 | 8     |
| 2     | China          | 1               | 4                | 0                 | 5     |
| 3     | Itália         | 1               | 1                | 0                 | 2     |
| 4     | Espanha        | 0               | 2                | 0                 | 2     |
| 5     | Ucrânia        | 0               | 1                | 5                 | 6     |
| 6     | Japão          | 0               | 0                | 2                 | 2     |
| 7     | Estados Unidos | 0               | 0                | 2                 | 2     |
| Total | Total          | 9               | 9                | 9                 | 27    |